# BDC Marcpol
El BDC Marcpol (código UCI: BDC) fue un equipo ciclista polaco profesional de categoría Continental.
Fue inscrito como equipo profesional de ciclismo de montaña en 2011, aunque disputaron algunas carreras en ruta.

## Sede
Su sede está en Varsovia (5 lok 8 05 100 Nowy Dwor Mazowiecki).

## Material ciclista
El equipo utiliza bicicletas Merida.

## Clasificaciones UCI
A partir de 2005 la UCI instauró los Circuitos Continentales UCI, donde el equipo está desde que se creó en 2012, registrado dentro del UCI Europe Tour. Estando solamente en las clasificaciones del UCI Europe Tour Ranking. Las clasificaciones del equipo y de su ciclista más destacado son las siguientes:

### UCI Africa Tour
| Temporada | Clasificación por equipos | Mejor corredor | Posición |
| 2012-2013 | 9.º                       | Paweł Bernas   | 99.º     |

### UCI Europe Tour
| Temporada | Clasificación por equipos | Mejor corredor   | Posición |
| 2011-2012 | 55.º                      | Damian Walczak   | 207.º    |
| 2012-2013 | 30.º                      | Konrad Dąbkowski | 121.º    |
| 2013-2014 | 17.º                      | Paweł Bernas     | 73.º     |

## Palmarés
Para años anteriores, véase Palmarés del BDC Marcpol

### Palmarés 2014

#### Circuitos Continentales UCI
| Fechas          | Circuito                  | Carreras                                                               | Ganador            |
| 1 de mayo       | UCI Europe Tour 2013-2014 | Memorial Andrzeja Trochanowskiego                                      | Kamil Gradek       |
| 16 de mayo      | UCI Europe Tour 2013-2014 | Visegrad 4 Bicycle Race-GP Slovakia                                    | Paweł Bernas       |
| 17 de mayo      | UCI Europe Tour 2013-2014 | Visegrad 4 Bicycle Race-GP Hungary                                     | Paweł Bernas       |
| 20 de junio     | UCI Europe Tour 2013-2014 | 2.ª etapa de la Vuelta a Serbia                                        | Jarosław Kowalczyk |
| 21 de junio     | UCI Europe Tour 2013-2014 | Vuelta a Serbia                                                        | Jarosław Kowalczyk |
| 22 de junio     | UCI Europe Tour 2013-2014 | Memorial im. J. Grundmanna J. Wizowskiego                              | Błażej Janiaczyk   |
| 2 de julio      | UCI Europe Tour 2013-2014 | 2.ª etapa de la Carrera de la Solidaridad y de los Campeones Olímpicos | Kamil Gradek       |
| 2 de agosto     | UCI Europe Tour 2013-2014 | 6.ª etapa del Dookola Mazowsza                                         | Eryk Laton         |
| 30 de agosto    | UCI Asia Tour 2013-2014   | 1.ª etapa del Tour de China I                                          | Paweł Bernas       |
| 1 de septiembre | UCI Asia Tour 2013-2014   | 3.ª etapa del Tour de China I                                          | Kamil Gradek       |
| 5 de septiembre | UCI Asia Tour 2013-2014   | Tour de China I                                                        | Kamil Gradek       |

## Plantilla
Para años anteriores, véase Plantillas del BDC Marcpol

### Plantilla 2014
| Nombre             | Nacimiento | Nacionalidad | Equipo 2013      |
| Adrian Banaszek    | 21/10/1993 | Polonia      | BDC-Marcpol Team |
| Paweł Bernas       | 24/04/1990 | Polonia      | BDC-Marcpol Team |
| Kamil Gradek       | 17/09/1990 | Polonia      | BDC-Marcpol Team |
| Kacper Gronkiewicz | 29/06/1993 | Polonia      | BDC-Marcpol Team |
| Błażej Janiaczyk   | 27/01/1983 | Polonia      | Bank BGZ         |
| Piotr Kirpsza      | 27/05/1989 | Polonia      | BDC-Marcpol Team |
| Mateusz Komar      | 18/07/1985 | Polonia      | BDC-Marcpol Team |
| Jarosław Kowalczyk | 23/04/1989 | Polonia      | BDC-Marcpol Team |
| Eryk Laton         | 22/08/1993 | Polonia      | BDC-Marcpol Team |
| Leszek Plucinski   | 03/06/1990 | Polonia      | BDC-Marcpol Team |
| Robert Radosz      | 08/07/1975 | Polonia      | BDC-Marcpol Team |
| Adam Stachowiak    | 10/07/1989 | Polonia      | Bank BGZ         |